# Petar Nadoveza
Petar Nadoveza (né le 9 avril 1942 à Šibenik dans le royaume de Yougoslavie et mort le 19 mars 2023) est un footballeur international et entraîneur de football croate.

## Palmarès

### Joueur
Hajduk Split
- Champion de Yougoslavie en 1971.
- Vainqueur de Coupe de Yougoslavie en 1967, 1972 et 1973.

### Entraîneur
/ Hajduk Split
- Vainqueur de Coupe de Yougoslavie en 1984.
- Champion de Croatie en 2004.
- Vainqueur de Coupe de Croatie en 2000.

 Olimpija Ljubljana
- Vainqueur de la Coupe de Slovénie en 1996.